# Nephelomys pirrensis
Nephelomys pirrensis és una espècie de mamífer rosegador de la família dels cricètids. És endèmic de l'est de Panamà. La seva localitat tipus és el mont Pirri, a una altitud de 1.400 msnm. Té una llargada total de 309-340 mm i una cua de 159-185 mm. Fins al 2006 se'l considerà un sinònim d'Oryzomys albigularis. El seu nom específic, pirrensis, significa ‘del Pirri’ en llatí.